# Cartland Bridge Hotel

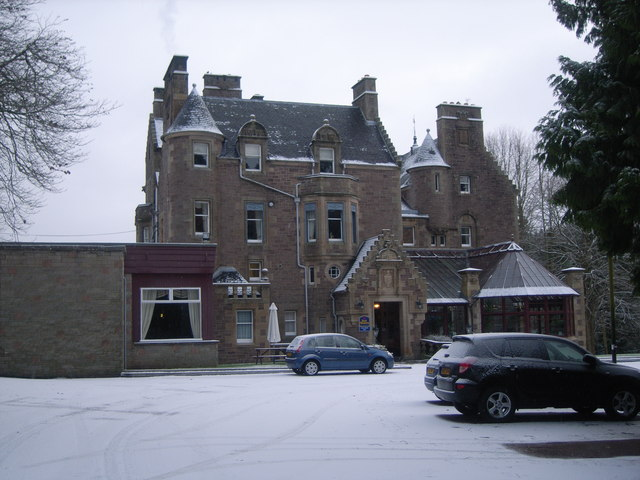
Cartland Bridge Hotel

Das Cartland Bridge Hotel, ehemals Baronald, ist ein Hotel in der schottischen Stadt Lanark in der Council Area South Lanarkshire. 1992 wurde das Bauwerk in die schottischen Denkmallisten in der höchsten Kategorie A aufgenommen.

## Geschichte
Das Gebäude wurde 1891 als Villa für Allan Farie of Farme  fertiggestellt. Farie hatte den schottischen Architekten John James Burnet mit der Planung betraut. Es sollte im Gesamtwerk des Architekten der umfangreichste Neubau bleiben. Zwischenzeitlich wurde in der Villa Baronald ein Hotelbetrieb, das Cartland Bridge Hotel, eingerichtet.

## Beschreibung
Das Cartland Bridge Hotel liegt isoliert in einem Wäldchen rund 300 Meter nordwestlich von Lanark nahe dem rechten Ufer des Mouse Water. Es handelt sich um ein großes Gebäude, das im Scottish-Baronial-Stil ausgestaltet ist. Wie für den Baustil typisch weist das Gebäude keine einheitliche Höhe auf und ist asymmetrisch aufgebaut. Die südwestexponierte Frontseite ist dreistöckig und mit zwei Lukarnen gestaltet. Der Eingangsbereich befindet sich in einem vorspringenden Bauteil mit Staffelgiebel. Dahinter tritt eine abgekantete Auslucht heraus. Die Kanten der drei- bis vierstöckigen Gebäudeteile sind verschiedentlich mit auskragenden Ecktürmchen gestaltet. Von den abschließenden Satteldächern ragen wuchtige giebelständige Kamine auf. Die Giebel sind als Staffelgiebel gearbeitet.